# Anthurium perviride
Anthurium perviride är en kallaväxtart som beskrevs av Thomas Bernard Croat och D.C.Bay. Anthurium perviride ingår i släktet Anthurium och familjen kallaväxter. Inga underarter finns listade.